# Pallavolo ai XII Giochi sudamericani - Torneo femminile
Il torneo femminile di pallavolo ai XII Giochi sudamericani si è svolto dal 10 al 14 ottobre 2022 ad Asunción, in Paraguay, durante i XII Giochi sudamericani: al torneo hanno partecipato sei squadre nazionali sudamericane e la vittoria finale è andata per la seconda volta al Perù.

## Impianti
|                                                              |  |  |
|                                                              |  |  |
| SND Arena Città: Asunción Capienza: 5 500 Anno d'apertura: - |  |  |

## Regolamento

### Formula
La formula ha previsto:
- Fase a girone, disputata con girone all'italiana: le prime due classificate di ogni girone hanno acceduto alla fase finale per il primo posto, mentre l'ultima classificata di ogni girone ha acceduto alla finale per il quinto posto.
- Fase finale per il primo posto, disputata con semifinali, finale per il terzo posto e finale, giocate con gara unica.
- Finale per il quinto posto, giocata con gara unica.

### Criteri di classifica
Se il risultato finale è stato di 3-0 o 3-1 sono stati assegnati 3 punti alla squadra vincente e 0 a quella sconfitta, se il risultato finale è stato di 3-2 sono stati assegnati 2 punti alla squadra vincente e 1 a quella sconfitta.
L'ordine del posizionamento in classifica è stato definito in base a:
- Punti;
- Ratio dei set vinti/persi;
- Ratio dei punti realizzati/subiti.

## Squadre partecipanti
| Squadra   | Qualificazione      | Ultima partecipazione  |
| --------- | ------------------- | ---------------------- |
| Argentina | Wild card           | Cochabamba 2018        |
| Bolivia   | Wild card           | Cochabamba 2018        |
| Cile      | Wild card           | Santiago del Cile 2014 |
| Colombia  | Wild card           | Cochabamba 2018        |
| Paraguay  | Paese organizzatore | La Paz 1978            |
| Perù      | Wild card           | Cochabamba 2018        |

## Torneo

### Fase a gironi
| Girone A | Girone B  |
| -------- | --------- |
| Cile     | Argentina |
| Paraguay | Bolivia   |
| Perù     | Colombia  |

#### Girone A

##### Risultati
| 10 ottobre 2022 SND Arena, Asunción Durata: ? - Spettatori: ? | Paraguay | 0 - 3 | Cile | 10-25, 10-25, 12-25 |
| 11 ottobre 2022 SND Arena, Asunción Durata: ? - Spettatori: ? | Perù     | 3 - 0 | Cile | 25-19, 25-18, 25-17 |
| 12 ottobre 2022 SND Arena, Asunción Durata: ? - Spettatori: ? | Paraguay | 0 - 3 | Perù | 15-25, 20-25, 9-25  |

##### Classifica
| Pos. | Squadra  | Pt | G | V | P | SV | SP | Ratio | PF  | PS  | Ratio |
| ---- | -------- | -- | - | - | - | -- | -- | ----- | --- | --- | ----- |
| 1.   | Perù     | 6  | 2 | 2 | 0 | 6  | 0  | MAX   | 150 | 98  | 1,530 |
| 2.   | Cile     | 3  | 2 | 1 | 1 | 3  | 3  | 1,000 | 129 | 107 | 1,205 |
| 3.   | Paraguay | 0  | 2 | 0 | 2 | 0  | 6  | 0,000 | 76  | 150 | 0,506 |

      Qualificata alle semifinali per il primo posto.
      Qualificata alla finale per il quinto posto.

#### Girone B

##### Risultati
| 10 ottobre 2022 SND Arena, Asunción Durata: ? - Spettatori: ? | Colombia  | 3 - 0 | Bolivia   | 25-15, 25-21, 25-23 |
| 11 ottobre 2022 SND Arena, Asunción Durata: ? - Spettatori: ? | Argentina | 3 - 0 | Bolivia   | 25-19, 25-10, 25-10 |
| 12 ottobre 2022 SND Arena, Asunción Durata: ? - Spettatori: ? | Colombia  | 0 - 3 | Argentina | 21-25, 26-28, 18-25 |

##### Classifica
| Pos. | Squadra   | Pt | G | V | P | SV | SP | Ratio | PF  | PS  | Ratio |
| ---- | --------- | -- | - | - | - | -- | -- | ----- | --- | --- | ----- |
| 1.   | Argentina | 6  | 2 | 2 | 0 | 6  | 0  | MAX   | 153 | 104 | 1,471 |
| 2.   | Colombia  | 3  | 2 | 1 | 1 | 3  | 3  | 1,000 | 140 | 137 | 1,021 |
| 3.   | Bolivia   | 0  | 2 | 0 | 2 | 0  | 6  | 0,000 | 98  | 150 | 0,653 |

      Qualificata alle semifinali per il primo posto.
      Qualificata alla finale per il quinto posto.

### Fase finale

#### Finali 1º e 3º posto
|  | Semifinali | Semifinali | Semifinali |      |    | Finale          | Finale          | Finale          |  |
|  |            |            |            |      |    |                 |                 |                 |  |
|  | 1B         | Argentina  | 3          |      |    |                 |                 |                 |  |
|  | 1B         | Argentina  | 3          |      |    |                 |                 |                 |  |
|  | 2A         | Cile       | 0          |      |    |                 |                 |                 |  |
|  | 2A         | Cile       | 0          |      | 1B | Argentina       | 2               |                 |  |
|  |            |            |            |      | 1B | Argentina       | 2               |                 |  |
|  |            |            | 1A         | Perù | 3  |                 |                 |                 |  |
|  | 1A         | Perù       | 1A         | Perù | 3  | 3               |                 |                 |  |
|  | 1A         | Perù       |            |      |    | 3               |                 |                 |  |
|  | 2B         | Colombia   | 0          |      |    | Finale 3º posto | Finale 3º posto | Finale 3º posto |  |
|  | 2B         | Colombia   | 0          |      |    |                 |                 |                 |  |
|  |            |            |            |      |    |                 |                 |                 |  |
|  |            |            |            |      |    | 2A              | Cile            | 3               |  |
|  |            |            |            |      |    | 2A              | Cile            | 3               |  |
|  |            |            |            |      |    | 2B              | Colombia        | 0               |  |

##### Semifinali
| 13 ottobre 2022 SND Arena, Asunción Durata: ? - Spettatori: ? | Argentina | 3 - 0 | Cile     | 25-16, 25-19, 25-21 |
| 13 ottobre 2022 SND Arena, Asunción Durata: ? - Spettatori: ? | Perù      | 3 - 0 | Colombia | 25-14, 25-14, 25-17 |

##### Finale 3º posto
| 14 ottobre 2022 SND Arena, Asunción Durata: ? - Spettatori: ? | Cile | 3 - 0 | Colombia | 25-11, 25-22, 25-14 |

##### Finale
| 14 ottobre 2022 SND Arena, Asunción Durata: ? - Spettatori: ? | Argentina | 2 - 3 | Perù | 25-22, 21-25, 25-17, 19-25, 11-15 |

#### Finale 5º posto
| 14 ottobre 2022 SND Arena, Asunción Durata: ? - Spettatori: ? | Paraguay | 2 - 3 | Bolivia | 25-21, 20-25, 25-16, 19-25, 9-15 |

## Classifica finale
| Pos | Squadra   | Rosa |
| --- | --------- | --- |
|     | Perù      | Formazione: 2 de la Peña, 3 Rodríguez, 4 Guerrero, 9 Vigil, 10 Vicente, 12 Barboza, 13 Rojas, 15 Ortiz, 17 Calderón, 18 Cuya, 20 Y. Sánchez, 21 E. Sánchez, CT: Hervás |
|     | Argentina | Formazione: 1 Pérez, 3 García, 6 Aruga, 8 Martín, 9 Vaulet, 10 Reinoso, 13 Cosulich, 15 Cervini, 16 Siri, 17 de la Paz Corbalán, 19 Giraudo, 20 González, CT: Silva    |
|     | Cile      | Formazione: 2 Giglio, 3 Donoso, 4 Novoa, 5 Salinas, 6 Morales, 8 Badilla, 9 Sandrock, 10 Mendoza, 11 Aniegbuna, 13 Vallejos, 14 Nuñez, 15 Schwartzman, CT: Guillaume   |
| 4.  | Colombia  | Formazione: 2 Borrero, 5 Lucumi, 8 Zapata, 9 Caycedo, 10 Laguado, 11 Renteria, 12 Vargas, 14 Rodríguez, 15 Cuartas, 16 Gaviria, 18 Agudelo, 20 Manco, CT: Rizola       |
| 5.  | Bolivia   | Formazione: 1 Torres, 3 Frias, 4 Espinoza, 5 Patiño, 6 Callejas, 7 Valda, 9 Goytia, 11 Arando, 12 Tarqui, 14 Quiroga, 17 Rodriguez, 19 Ledezma, CT: -                  |
| 6.  | Paraguay  | Formazione: 1 Filippo, 2 Eckert, 3 Martinez, 4 Dueck, 5 Hermosilla, 6 Paredes, 7 Ayala, 8 Hug, 9 Mora, 10 Núñez, 11 Hierbert, 15 Ediger, CT: -                         |